# Majer István (geológus)
Majer István (Vác, 1887. július 22. – Budapest, 1953. november 5.) geológus, paleontológus.

## Élete
1928-ban kapta bölcsészdoktori diplomáját a budapesti tudományegyetemen. Pályája kezdetének gyakornokként dolgozott Lőrenthey Imre őslénytani intézetében, később tanársegéd volt. Papp Károly mellett működött mint adjunktus 1942-ig. 1942 után külső munkatársa volt a Földtani Intézetnek, 1951-től egészen haláláig a Földmérő és Talajvizsgáló Iroda vízföldtani osztályának volt dolgozója. A Palaeontologica Hungarica köteteit is kiadta.

## Főbb művei
- A Börzsönyi hegység északi részének üledékes képződményei (Földt. Közl. 1915)
- Felső-kréta Dinosaurus nyomok a Kosdi eocén széntelep feküjében (Földt. Közl. 1921/22)
- Atavisztikus vonások a szeletai barlangi medve fogazatán (Földtani Közl. 1926)